# Sasiga
Sasiga är ett distrikt i Etiopien. Det ligger i den centrala delen av landet, 250 km väster om huvudstaden Addis Abeba.